# Elixir (perfurme)
Elixir é uma fragrância feminina da cantora colombiana Shakira, desenvolvida em colaboração com a empresa internacional de moda Puig . Após o lançamento de suas duas primeiras fragrâncias, Puig recrutou vários perfumistas para trabalhar na terceira fragrância de Shakira, que ela alegou que capturaria seu "lado mais sensual e exótico". O produto final foi Elixir, um perfume oriental baseado em várias fontes picantes e amadeiradas. O frasco do perfume é inspirado em garrafas de boticário e é feito para se assemelhar a uma poção mágica, apresentando um esquema de cores douradas.
Shakira lançou a fragrância em uma coletiva de imprensa em São Paulo, Brasil, em julho de 2012. Além disso, Jaume de Laiguana dirigiu um comercial para a fragrância, que foi filmada no deserto do Saara, no Marrocos. Em agosto de 2013, o Wild Elixir foi lançado como uma fragrância de flanker para Elixir. O perfume floral oriental é semelhante ao original na aparência, mas apresenta uma variação no esquema de cores. Foi promovido através de um comercial que apresenta Shakira encontrando duas chitas em uma paisagem árida.

## Desenvolvimento

### Antecedentes
Em 2008, a empresa de moda e fragrância internacional Puig anunciou que formou uma parceria com Shakira e tinha assinado um acordo "para desenvolver uma linha de produtos de assinatura produzidas com e inspirado pela artista". O primeiro produto a aparecer foi S by Shakira, lançado em setembro de 2010, seguido de S by Shakira Eau Florale.
Depois de desenvolver suas duas primeiras fragrâncias, Puig começou a trabalhar no terceiro perfume de Shakira e alistou Alexandra Kosinski e Sonia Constant, perfumistas da fabricante suíça de fragrâncias Givaudan, para colaborar com Elisabeth Vidal, uma perfumista da Puig. Vidal já havia trabalhado com Shakira em S by Shakira Eau Florale. Os perfumistas criaram o conceito de "segunda pele", descrito por Shakira como uma "fragrância que se torna parte de você". Em uma entrevista para o Women's Wear Daily, a cantora afirmou que o perfume mostraria seu "lado mais sensual e exótico" e aparentemente foi inspirado nos desertos de Marrocos.

### Perfume e embalagem
Elixir pertence à família olfativa oriental, que é conhecida por conter fragrâncias intensas e duradouras. As notas de topo do perfume foram descritas por Shakira como "florais e picantes" e incluem neroli, pimenta branca e flor branca; as notas de coração eram "aveludadas e frutadas" e se baseiam nos aromas de flores como frésia e paeonia e damasco; as notas de base contêm âmbar, benjoeiro, almíscar, cana-de-açúcar e madeira de cedro branco. Os ingredientes do perfume baseiam-se principalmente em elementos picantes e amadeirados que dominam os elementos florais mais doces. Shakira afirmou que a "doçura" em Elixir foi mantida em uma quantidade limitada.
A empresa alemã de embalagens Gerresheimer foi contratada para produzir o frasco de Elixir. É feito de vidro moldado e tem um esbelto pescoço dourado. De acordo com José Manuel Albesa, diretor de marca da Puig, ele é inspirado nas garrafas usadas na prática médica histórica do boticário. Em uma entrevista para a Latina, Shakira revelou que ela queria "retratar o tipo de garrafa que foi usado nos tempos antigos, mas que parecia moderno e chique também" e chegar a um design semelhante a uma poção mágica, que é a definição da palavra "elixir". Como o perfume é inspirado no deserto, ela escolheu o tom da garrafa dourada, para que possa "evocar as memórias de areias e pores-do-sol". A embalagem foi projetada pela artista colombiana Catalina Estrada e apresenta ilustrações coloridas de vários pássaros e folhas impressas em um fundo claro.

## Lançamento
Lançado no final de julho de 2012, Elixir foi disponibilizado para compra exclusivamente pela loja americana de departamento Kohl's e Sears. As duas lojas serviram como varejistas exclusivos da fragrância por dois meses, após o que foi lançada em lojas do mercado de massa como a CVS Caremark e a Walgreens. O Elixir foi lançado em aproximadamente 19.000 lojas somente nos Estados Unidos. Em outro lugar, Elixir foi lançado na Europa Oriental, Itália e América Latina. O perfume foi destinado a um público jovem, de acordo com Albesa. Elixir foi disponibilizado como uma Água-de-colônia, e seus preços variaram de US $ 17,50 a US $ 36 em relação ao tamanho.
Shakira lançou o Elixir em um comunicado à imprensa em São Paulo, Brasil, em 17 de julho de 2012, onde ela discutiu sua inspiração por trás da fragrância e seu processo de desenvolvimento. O comercial da fragrância foi filmado no deserto do Saara no Marrocos por Jaume de Laiguana, que já havia dirigido vídeos musicais para várias músicas de Shakira, como "Loca" e "Rabiosa". O anúncio mostra Shakira no meio do deserto usando uma saia longa; Ela abre uma garrafa de Elixir e realiza uma rotina de dança, atraindo uma águia para ela que se empoleira em seu braço. Uma competição foi realizada no site oficial do perfume para determinar um vencedor que seria recompensado com a saia longa usada por Shakira no comercial.

### Produtos
Elixir foi produzido na seguinte faixa:
- Spray de Água-de-colônia - 15 ml/0.5 oz
- Spray de Água-de-colônia - 30 ml/1 oz
- Spray de Água-de-colônia - 50 ml/1.7 oz
- Desodorante - 150 ml/5.1 oz[14]
- Loção - 101 ml/3.4 oz (disponível apenas em conjuntos de oferta)[15]
- Bálsamo Labial - 15.7 ml/0.53 oz (disponível apenas em conjuntos de oferta)[15]

## Recepção
Samantha Lea, da Latina, elogiou a versatilidade do perfume, dizendo que ele é adequado para uso "se você prefere frutado a aromas florais ou quer que seu perfume o transporte para uma praia tropical". Ela escolheu o uso de frésia e peônia como o destaque de Elixir e incluiu o perfume em sua lista de "Cinco perfumes e perfumes de verão incríveis". Miranda Noland, uma editora da revista, opinou que o conjunto de presentes Elixir "agradaria qualquer amante de Shakira". Na cerimônia de premiação Academia Del Perfume 2011, patrocinada pela Fragrance Foundation, Elixir ganhou o prêmio de "Melhor Categoria Pública Geral de Perfumes Femininos".
Analistas do setor previram que o perfume faturaria US $ 14 milhões com vendas globais no varejo no primeiro ano. Vinte por cento desse montante foi creditado às vendas nos Estados Unidos. Em abril de 2013, Puig divulgou um comunicado de imprensa mencionando que Elixir teve um bom desempenho comercial.

## Wild Elixir

### Fundo e perfume
Wild Elixir foi lançado como uma fragrância de flanker para Elixir em 25 de agosto de 2013. Categorizado como um perfume oriental floral, Wild Elixir apresenta notas de topo de cassis e tangerina; notas de coração de flor de lonicera, flor de laranjeira e acorde de pêssego; as notas de base consistem em resina de benjoim, patchouli e sândalo. O frasco do perfume é semelhante ao original, mas apresenta um esquema de cores contrastantes de dourado e preto. A embalagem foi novamente projetada por Estrada e apresenta ilustrações de flores e gatos selvagens em um fundo laranja acastanhado e é semelhante ao visual da savana africana.
A edição russa da Cosmopolitan deu uma resenha positiva à Wild Elixir, elogiando suas embalagens e a escolha dos ingredientes nas notas.

### Promoção
Em 23 de junho de 2013, Shakira lançou um teaser do comercial para a fragrância, juntamente com uma foto dela posando com duas chitas. Uma versão completa do comercial foi lançada mais tarde. Começa com Shakira, vestida com um vestido escuro da Borgonha, deparando com um casal de leopardos em uma região árida do deserto. Os dois animais, alarmados, começam a correr na direção dela em um esforço para atacá-la. Shakira responde levantando a mão, o que leva as chitas a parar abruptamente em suas trilhas. Eles são vistos mais tarde rondando em torno dela enquanto ela está de pé em cima de uma rocha e uma garrafa de Wild Elixir é então mostrada em um tronco de madeira. O site oficial do perfume também apresenta um jogo feito para promover a fragrância e a Fundação Pies Descalzos de Shakira.